# Монтањана
Монтањана (итал. Montagnana) је насеље у Италији у округу Падова, региону Венето.
Према процени из 2011. у насељу је живело 8000 становника. Насеље се налази на надморској висини од 17 м.

## Становништво
Према резултатима пописа становништва 2011. у општини је живело 9.421 становника.
| 1936.  | 1951.  | 1961.  | 1971.  | 1981.  | 1991. | 2001. | 2011. |
| ------ | ------ | ------ | ------ | ------ | ----- | ----- | ----- |
| 12.702 | 12.727 | 10.557 | 10.161 | 10.067 | 9.444 | 9.391 | 9.421 |

## Партнерски градови
- Ротенбург поврх Таубера